# Istòria de Joan-l’an-pres

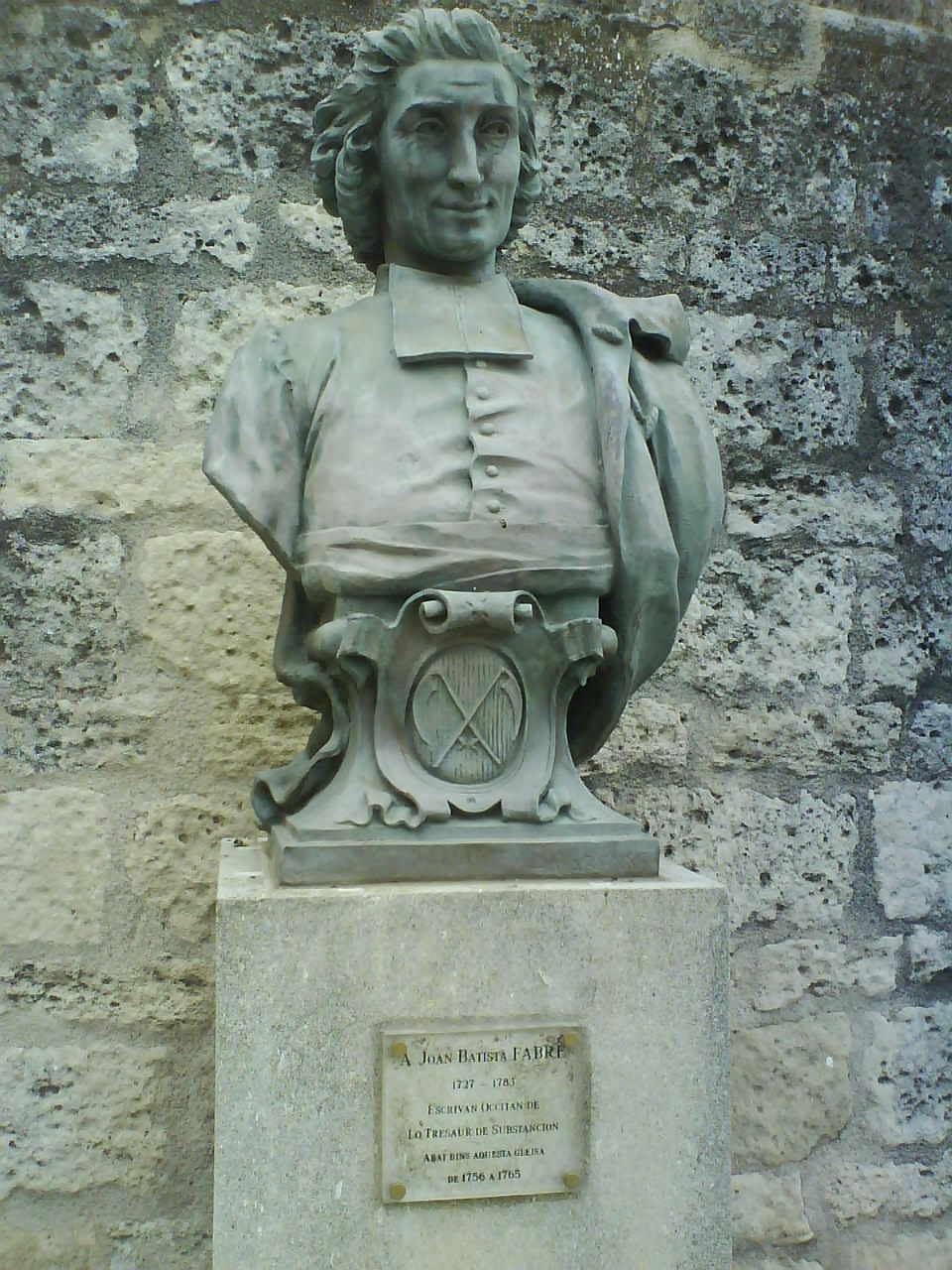
L'abbé Fabre

L'Istòria de Joan-l'an-pres (« Histoire de Joan-l'an-pres ») est un roman picaresque et un conte philosophique de l'écrivain languedocien de langue occitane Jean-Baptiste Fabre. Il fut rédigé deux fois (il en existe donc deux versions), respectivement en 1756 et 1765. Grand classique de la littérature occitane, il en est l'une des œuvres majeures du XVIIIe siècle (une période un peu pauvre comparée aux grandes productions du XVIIe et du XIXe siècle).
Régulièrement édité depuis le XIXe siècle et largement étudié par le monde académique occitan (en particulier par le critique et écrivain Philippe Gardy), il a été l'objet d'une ample étude sociologique par Emmanuel Le Roy Ladurie (accompagnée d'une transcription et d'une traduction de Gardy), traduite par la suite en anglais.
D'un point de vue iconographique, Joan-l’an-pres a été illustré au XIXe siècle par l'artiste languedocien Édouard-Antoine Marsal. Une adaptation en bande dessinée a été réalisée au XXe siècle.

## Résumé et citations

### Cadre narratif
Ce roman s'ouvre un peu à la manière de Jacques Le Fataliste (bien qu'il faille souligner qu'il est antérieur à l'œuvre de Denis Diderot) avec une voix narrative occitane omnisciente qui rapporte les propos d'un protagoniste éponyme qui conte son histoire chemin faisant à un baron :
Un senhor de la Vaunatge, en se retirant un jorn a son castèl, ausiguèt a dos-cents passes davant el, un òme que s'escanava en cantant, e en repetant a tot moment, "la bòna aventura, ò gué ! la bòna aventura. [...]
_ L'ami, i diguèt en l'acostant, le refrain que vous chantez ne cadre guère avec l'équipage où je vous vois. Me ferez-vous le plaisir de me dire le mot de l'énigme ?
(Traduction : "Un seigneur de la Vaunage, en se retirant un jour dans son château, ouït à deux-cents pas devant lui, un homme qui s'égosillait en chantant, et en se répétant à tout moment, "La bonne aventure, o gué ! la bonne aventure". [...] _ L'ami, lui dit-il en l’accostant, le refrain que vous chantez ne cadre guère avec l'équipage où je vous vois. Me ferez-vous le plaisir de me dire le mot de l'énigme ?")
À partir de ce moment, c'est la voix narrative de Joan qui poursuit la narration au style direct, tandis que les deux interlocuteurs poursuivent leur chemin, le baron à cheval et Joan à pied. Le discours de ce dernier est rempli d'humour et d'ironie :
Vos dirai, Monsur, que soi nascut a Solòrgues, non pas d'una grand, grand familha, se volètz, mas pro passabla per l'endrech.
(Je vous dirai, Monsieur, que je suis né à Soulorgues, non pas dans une grande, grande famille, si vous voulez, mais assez passable pour l'endroit.)

### Margòt et Truqueta
Le père de Joan s’appelait Truqueta et s'était installé à Soulorgues où il séduisit une jeune fille, Margòt, qui venait régulièrement dans sa boutique pour y faire soufrer les allumettes fabriquées par sa mère. Elle en était tellement amoureuse que, malgré les nombreuses sollicitations d'autres prétendants, elle ne sortait à la fenêtre que lorsque Truqueta s'y manifestait, soit en sifflant, soit en toussant et même une fois alors qu'il lachèt pas qu'una gròssa ventada ("laissa partir rien d'autre qu'un gros coup de vent"). Finalement, Margòt et Truqueta se marièrent :
Mès, Monsur, jamai, s'es vist, ni se veirà dins Solòrgues, una nòça despensièra coma seguèt aquela. [...] Jujatz, Monsur, se los qu'èran convidats deguèron patir : dison que partiguèt a taula doas grandas olas de farinetas, doas bèlas merluças cuòchas sus lo grilh, una plena gauda de granolhas, un cat de mar que pesava nòu liura, mièja-dotzena d'agaças ; un bon parelh de corpatasses, que viravan a la bròcha ambe un rainard que lo caçaire de la Boissièra i aviá pas mens vendut de dotze sòus sens la pèl ; es verai qu'èra una bèla pèça e un fin morcèl.
(Mais, Monsieur, oncques ne vit ni jamais se verra à Soulorgues noce aussi dépensière comme le fut celle-là. [...] Jugez-en, si ceux qui étaient invités eurent à souffrir : on dit que l'on se partagea à table deux grandes marmites de petits fours, deux beaux merlus cuits sur le gril, un plein plat de grenouille, un poisson chat qui pesait neuf livres, une demi-douzaine d'agaces ; un bon couple de corbeaux, qui tournaient sur la broche avec un renard que le chasseur de La Boussière n'avait pas vendu pour moins de douze sous sans la peau ; il est vrai qu'il s'agissait d'une belle pièce et d'un fin morceau.)

La noce coûte tant que Truqueta doit vendre les habits de son épouse afin de pouvoir acheter de quoi manger. Quand cette dernière s'en rend compte, une violente dispute commence, au cours de laquelle (dans la rédaction de 1765) Margòt crie son racisme antigavot : 

« — Tas nipas ? li respondèt el [...] tot aquò si trobará. 

Ma maire estonada de sa mina, e de l'entendre parlar gavach contra sa costuma : 

— De que dises tu, si trobará ? li repliquèt, cossí me parlas aquí ? 

— Si trobará ben donc... O ! que si fará, se Dieu plait, ajustèt mon paire. 

— Si fará ! si trobará ! li cridèt ela, en lo contrafasent, maudit gavòt, carravirat que tu siás ! Sabes ben que tot se trobarà se m'o rendes..."
Trad. : 

— Tes nippes ? Lui répondit-il [...] tout cela se trouvera. 

Ma mère étonnée de sa mine, et de l'entendre parler gavot à l'encontre de ses habitudes : 

— Que me dis-tu, cela se trouvera ? Lui répliqua-t-elle, comment me parles-tu présentement ? 

— Cela se trouvera bien donc... O ! cela se fera, si à Dieu plait, ajouta mon père. 

— Cela se fera ! Se trouvera ! Lui cria-t-elle, en l'imitant, maudit gavot, hypocrite que tu es ! Tu sais bien que cela se retrouvera si tu me le rends... »

La dispute attire l'attention des autres habitants du village qui prennent chacun parti qui pour Truqueta, qui pour Margòt, quand tout d'un coup : 

« La maire d'un garçon [...] lo tirèt per la mancha e i diguèt : 

— Vèni baug ! Pardí, vau ben la penada se tant escaufar per de mòrts de fam [...] 

Ma grand, qu'ausiguèt aquel compliment, ven sus la pòrta, dins l'acotratge que sabètz, e se met a dire fierament a la mandra qu'aviá parlat ambe tant d'insoléncia : 

— Aprenetz, conilha, que de mòrts de fam coma nautres son de milòrds per de pesolhoses de vòtra espèça [...]
Trad. : 

La mère d'un garçon [...] tira celui-ci par la manche et lui dit : 

— Viens mon pauvre ! Pardi, cela vaut bien la peine de s'échauffer pour des morts de faim [...] 

Ma grand-mère, qui entendit ce compliment, vint à la porte, dans l'accoutrement que vous savez, et se mit à dire fièrement à la renarde qui avait parlé avec tant d'insolence : 

— Apprenez, coquine, que des morts de faim comme nous autres sont des milords pour des pouilleux de votre espèce [...] »

Et chacune d’échanger des politesses jusqu'à ce que la grand-mère de Joan décide, sous prétexte de faire humblement la révérence à son adversaire, de lui présenter son postérieur. L'hilarité générale vient achever la dispute des villageois. Le lendemain, constatant la ruine de la famille, la grand-mère, en théoricienne avant l'heure du capitalisme naissant, propose la solution suivante : 

« Enfants, i diguèt, las grandas despènsas qu'avètz fach a vòstre maridatge, an malament desrenjat vòstra fortuna, e lo produit dau mestièr que fasètz seriá pas sufisent per vos faire anar segon vòstre estat. Vos conselhe, entrement que sètz joines, de faire un fons de çò qu'avètz, e de donar dins lo comèrce. Avètz pas enlòc de melhora pompa per suçar l'argent dau public ; ambe aquela, per pauc qu'òm la sacha manejar, l'òm pesca de camps, d'ostaus, de castèls, de baroniás, coma l'òm pren las anguilas dins un vertolet. L'òm comença, tot prumièr, per pauc causa ; l'òm se fai mercièr, quincalhièr, mosselinaire ; l'òm cròmpa a bòn mercat, e l'òm revend lo pus car qu'òm pòt. Ambe quauque sòus avètz la marchandisa ; empochatz lo profit, e una bancarrota paga lo rèsta, se la prumièra vos remonta pas, d'aquela passatz a una autre ; d'aquela a l'autra, d'aquela a l'autra, jusqu'à temps que passatz per d'onètas gens e que digun n'ausa pas vos reprochar la mendra macula.
Trad. : 

Mes enfants, leur dit-elle, les grandes dépenses engagées à l’occasion de votre mariage, ont méchamment dérangé votre fortune, et le produit du métier que vous exercez ne serait pas suffisant pour vous faire vivre au train correspondant à votre état. Je vous conseille, tant que vous êtes jeunes, de faire un fond de tout ce que vous possédez, et de donner dans le commerce. Vous ne trouvez nulle part ailleurs de meilleure pompe pour sucer l'argent du public ; avec celle-ci, pour peu que l'on sache s'y prendre, on déniche des champs, des maisons, des châteaux, des baronnies, aussi facilement que l'on prend des anguilles dans un filet. On commence, en premier, par peu de chose ; on se fait mercier, quincailler, mousselinier ; on achète à bon marché, et l'on revend le plus cher que l'on peut. Avec quelques sous vous acquérez la marchandise ; vous empochez le profit, et une banqueroute paye le reste, si la première ne vous remonte pas, d'icelle vous passez à une autre ; de celle-là à l'autre, de celle-là à l'autre, jusqu'à temps que vous passiez pour d'honnêtes gens et que personne n'ose vous reprocher la moindre tache. »

Truqueta suit le conseil et fait fortune de manière malhonnête avec trois complices et associés (dont un certain Quincarlòt) jusqu'à ce que le maire et la police le découvrent, le fassent prendre puis disparaitre ; par la suite, chaque fois que l'on demande au protagoniste, alors encore enfant, où se trouve son père, il répond systématiquement "l'an près" ("ils l'ont pris"), forgeant ainsi son nom. Margòt laisse son petit auprès de sa propre mère et part vivre avec un ancien amant émouleur.

### Le garde-vigne et M. Sestièr
L'enfance de Joan est désormais rythmée par les principes moraux pour le moins originaux de sa grand-mère (par exemple, d'éviter la courtoisie et l'humilité afin de pouvoir s'imposer). Elle souhaite envoyer son petit-fils à l'école bien que lui se choisisse une autre voie en s'entrainant au lancer de pierres ou à lancer des bâtons dans les pieds des lièvres. Une fois le capital de lièvres épuisé, il décide de s'entrainer sur un âne qui tombe de douleur et reste au sol un long moment. Préoccupé par les conséquences de son geste, Joan essaie de consoler la bête qui se venge à coups de sabot sur le ventre et la joue.

Dans le contexte de cet apprentissage, Joan explique au baron que : 

« Un talent que nautres paisans neglijam pas gaire, e que, se non fai onor, ten profit, es de conóisser onte son los muscats d'un tel, las figas d'una tela, las pechas, las auberjas de l'un e de l'autre, e de saupre surtot las oras onte poètz anar faire la tartalassa per los mases
trad. : 

Un talent que nous autres paysans ne négligeons guère, et qui, s'il ne fait pas honneur, rend service, est de savoir où se trouvent les muscats d'untel, les figues d'une telle, les pêches, les aubergines de l'un et de l'autre, et de connaitre surtout où vous pouvez aller faire la razzia dans les mas. »

Joan se sert d'un sifflet de garde-vigne afin de se faire passer pour l'un d'eux en voyant s'ils lui répondent ou pas quand il siffle. Malgré cette précaution, alors qu'il dérobe des pêches dans le verger d'un certain M. Sestièr, il est pris et lié par un garde-vigne qui s'en va chercher son maître tout en laissant Joan sous la surveillance de son fils. Celui-ci s'intéresse au sifflet, ce dont profite Joan qui lui propose de le lui offrir s'il accepte de se laisser attacher à sa place. Une fois cela fait, l'enfant se met à siffler ce qui accélère l'arrivée de M. Sestièr qui, prenant l'enfant pour le voleur, commence à le corriger. En voyant cela, le père s'en prend à Sestièr avec l'aide d'un autre garde-vigne. Ensemble ils l’assomment et Joan passe du statut de coupable à témoin du crime (M. Sestièr lui propose même de monnayer son témoignage) et obtient ainsi la place de garde-vigne et son bénéfice.

### Garolha
C'est alors que meurt la grand-mère de Joan : 

« Ma grand èra deganauda ; son enterrament me costet pas que quauques còps de picon dins un valat, e ieu seguèt l'enterraire, lo clerc e lo capelan.
trad. : 

Ma grand-mère était huguenote ; son enterrement ne me coûta rien que quelques coups d'un petit pic dans un fossé, et j'en fus le croquemort, le clerc et le chapelain. »

En retournant à la maison et en cherchant de quoi manger, Joan trouve un coffre dans lequel sa grand-mère avait caché un trésor avec les restes des affaires de Truqeta. Joan le cache à nouveau et vit normalement afin de ne pas éveiller de soupçon. Amoureux de Babèu, la fille de M. Sestièr, il demande sa main à son père. Celui-ci, qui a de la sympathie pour lui, lui fait comprendre qu'il faudrait qu'il disposât d'une petite fortune et lui laisse un délai de 3 ans. C'est alors que l'on apprend que Garolha, une fille extrêmement laide, est enceinte et, en plus de cela, déclare que Joan est le père de son enfant. Trois hommes saisissent le protagoniste et l'emportent. Une fois loin du village, un d'entre eux se présente comme étant Quincarlot, le vieil ami de Truqueta. Il explique à Joan que le père de l'enfant de Garolha n'est en fait personne d'autre que M.Sestièr qui, sur son conseil, a promis une dot de mille écus à Judita Garolha à condition de se déclarer en "faveur" d'un autre, Joan en l'occurrence. Ce dernier est fou de rage, mais Quincarlòt lui explique que Garolha ne pourra pas survivre à l'accouchement. Effectivement, aussi bien elle que l'enfant meurent en couches et Joan, désormais riche, s’apprête à épouser Babèu (pour le coup, enceinte de lui). C'est pour cette raison que Joan chantait d’allégresse au début de la narration.
Le roman se ferme avec une leçon de morale dérisoire et déplacée du baron : [...] tu m'as raconté la vie de certaines gens et la tienne d'une manière assez amusante [...] je t'ai pourtant obligation d'avoir éclairci bien des doutes que j'avois sur le caractère des paisans de ton espèce. Les malotrus ! qui diroit que sous les dehors de la simplicité la moins suspecte se cache, ils cachassent des mœurs aussi suspectes [...]

## Fabre jean-Baptiste, Histoira dé Jean l'an prés, Histoire de Jean-l'ont-pris, présentation Claire Torreilles et Philippe Gardy, traduction, notes, illustrations, 160 pages, A l'asard Bautezar!, 2023(ISBN9791094199220)
- [Fabre 1839] Jean-Baptiste Fabre, Obras patoèzas de M. Frabre, priou-curat dé Cèlanova, Montpellier, Virenque, 1839, sur gallica (lire en ligne).
- [Fabre 1867] Jean-Baptiste Fabre, Istòria de Joan-l'an-près, Montpellier, Lo Libre Occitan, 1967.
- [Fabre 1877] Jean-Baptiste Fabre, Histoire de Jean-l'ont-pris, Paris / Liseux, 1877, sur archive.org (lire en ligne).
- [Fabre 1878] Jean-Baptiste Fabre, Œuvres complètes, Languedociennes et françaises, Montpellier, Coulet, 1878.
- [Fabre 1878] Jean-Baptiste Fabre, Obras lengadoucianas, Mount-Pelié, Marsal, 1878.
- [Ladurie 1980] Emmanuel Le Roy Ladurie, L'argent, l'amour et la mort en pays d'oc, Paris, Seuil, 1980. Accompagné du texte de 1756
- [Ladurie 1982] (en) Emmanuel Le Roy Ladurie, Love, death, and money in the Pays d'oc, New York, Braziller, 1982. Inclut la traduction de l'œuvre en anglais.